# Саладас (Корриентес)

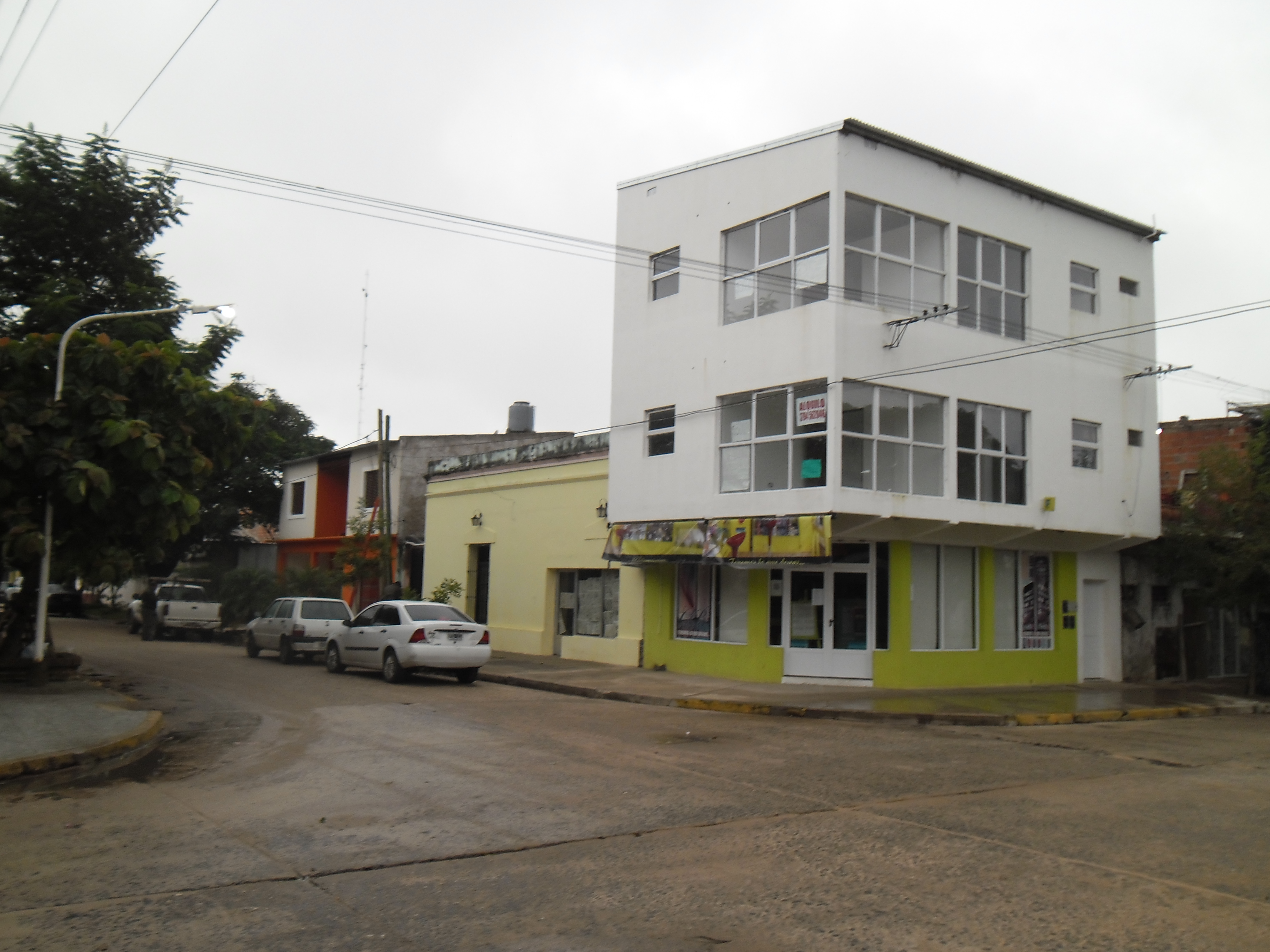

Саладас (исп. Saladas) — город на западе Аргентины в составе провинции Корриентес. Административный центр одноименного департамента.
Расположен в 98 км от города Корриентес на высоте 77 м над уровнем моря.
Население города в 2010 году составляло 12 864 человека.

## История
Основан 19 ноября 1732 года. Первоначально назывался Сан-Хосе-де-лас-Сиете-Лагунас-Аладас.
В Саладасе проводится ежегодный фестиваль мёда и фестиваль креольского сыра.